# Lihvar
Lihvar označava osobu koja se na neozbiljan i nezakonit način bavi s kreditima.

## Svojstva
Tipično za lihvarenje je: 
- krediti uz vrlo visokom kamatnom stopom, često nemoralno visoka zbog pohlepe lihvara.
- Kredit bez obzira na stvarne mogućnosti vraćanja primca, koji imaju tendenciju nesolventnosti.
- Lihvar radi bez autorizacije državnih institucija, a time i protuzakonito.
- Naplata često pod poprijetnjom nasiljem.

Ilegalno kreditiranje je često povezano s organiziranim kriminalom.

## Razlozi za zaduživanje kod lihvara
Uglavnom od dužnika a koji ne mogu dobiti kredite kod postojećih renomiranih  banaka.

## Posljedice zaduživanja kod lihvara
Uvjeti za kreditiranje su često tako teške da je dužnik do kraja života više nije u stanju vratiti dug. 
U Hrvatskoj kao i u većini država lihvarenje se kažnjava po zakonu

## Vanjske poveznice
- Članak u Vjesniku[neaktivna poveznica]
- Dnevnik HRT  Arhivirana inačica izvorne stranice od 21. ožujka 2009. (Wayback Machine)
- Osobni bankrot, polsovni.hr  Arhivirana inačica izvorne stranice od 17. svibnja 2009. (Wayback Machine)